# O Santo e a Porca
O Santo e a Porca é uma peça teatral, do gênero comédia, escrita pelo escritor paraibano Ariano Suassuna em 1957, abordando o tema da avareza. O texto, segundo o próprio Suassuna, é "uma imitação nordestina" da peça Aulularia, também conhecida como a Comédia da Panela, do escritor romano Plauto.

## Outras mídias
A peça serviu de base para uma das tramas da microssérie e o filme O Auto da Compadecida também de Ariano Suassuna.
Em 2000 a peça foi adaptada para o especial Brava Gente da Rede Globo.